# Dani Ndi
Dani Ndi (Douala, 17 de abril de 1997) é um futebolista profissional camaronês que atua como meia.

## Carreira
Dani Ndi começou a carreira no Sporting Gijón.